# Amnesztia
Az amnesztia, magyarul közkegyelem a bűncselekmények vagy bűntettesek egész kategóriáira kiterjedő kegyelem.
A közkegyelmet az Országgyűlés törvény útján gyakorolja, általában csak a csekélyebb súlyú, illetve gondatlan bűncselekményekre terjed ki.

## A szó eredete
Az amnesztia görög szó; közbocsánatot jelent.  

## A közkegyelem fajtái
Az amnesztia lehet abolició (pertörlés), adgráciáció (szoros értelemben vett kegyelem), vagy rehabilitáció aszerint, amint a bűnvádi eljárás kizárásában, vagy a jogerős, de még végre nem hajtott büntetésnek elengedésében, vagy a büntető ítélet által elvont jogokba való visszahelyezésben áll.

## Története Magyarországon
Az 1848–49-es forradalom és szabadságharc vezetőinek a nagyhatalmak amnesztiát szavaztak. A forradalom leverésében döntő szerepet játszó Orosz Birodalom uralkodója I. Miklós orosz cár is kegyelmet kért a "megtévedetteknek", az osztrák császári ház azonban mégis a véres megtorlás mellett döntött. 1850. januárjáig 120 halálos ítéletet hajtottak végre.
Az 1961. évi Btk. hatálybalépésének korszaka … mérföldkő volt a magyar büntetőjogi gyakorlatban. A kódex 1962. július 1. napján lépett hatályba, erre az időre – mintegy varázsütésre – megszűntek az 1956. évi forradalomban való részvétellel kapcsolatos büntetőperek. 1963-ban pedig az 1963. évi 4. sz. tvr. amnesztiát hirdetve kitárta a börtönök kapuit az ellenforradalmi (az 1956. évi) cselekményekben való részvétel miatt elítéltek előtt. Széles körű volt a rehabilitáció is. Megszilárdult a törvényesség, Magyarország, legalábbis korlátozott mértékben a jogállamiság irányába elmozdult.

### A második világháború után
- ? (a későbbi amnesztiák forrásában utalnak egy korábbira is, de ennek ideje, körülményei ismeretlenek.[4])
- 1948 Azok  szabadulhattak, akik különféle bűncselekményekkel segítették úgymond a kommunisták előretörését. (1948: VI. törvénycikk)
- 1950
- 1953 (Az 1953-as közkegyelemig három amnesztia is volt.), Sztálin halála utáni amnesztia. 1953. évi 11. törvényerejű rendelet az év júliusában jelent meg, és augusztus 1-jétől indultak a szabadítások.[4]
- 1959
- 1960 - 1960. április 1-jén Magyarország felszabadulásának 15. évfordulója alkalmából kihirdették a részleges politikai közkegyelmet.
- 1963 - 1963. március 21-én Kádár János bejelentette a részleges amnesztiát, az erre vonatkozó törvényerejű rendelet szerint kegyelmet kaptak mindazok, akik a „személyi kultusz éveiben hatalmukkal visszaéltek”, az „ellenforradalmi cselekmények” miatt elítéltek, valamint akik 1957–63 között követtek el államellenes bűncselekményt.[4][5]

A szabadság, ha feltételes is, ezerszer jobb és értékesebb, mint a börtönpince. De tudva azt, hogy a feltételesen szabadlábra helyezett politikai elítéltek továbbra is rendőri felügyelet alatt állnak, tudva azt, hogy sorsuk a Hatóság kénye-kedvétől függ, tudva azt, hogy a mindennapi kenyér megkeresése súlyos gondokat és nehézségeket jelent számukra – fel kell hívnunk a közvélemény figyelmét a magyarországi közkegyelmi intézkedésnek erre a súlyos és mindeddig leplezett visszásságára.
- 1970
- 1971 Mindszenty József hercegprímás amnesztiában részesül, és elhagyja Magyarországot
- 1975
- 1985
- 1988. évi 20. törvényerejű rendelet a közkegyelem gyakorlásáról
- 1989. évi XXXVII. törvény a közkegyelem gyakorlásáról
- 1990. évi XXXIX. törvény a közkegyelem gyakorlásáról
- 1991. évi V. törvény a közkegyelem gyakorlásáról   (a taxisblokád után)

1950-től 1989-ig az Elnöki Tanács törvényerejű rendeletekben, azóta az Országgyűlés törvényekben határozta/határozza meg a közkegyelem feltételeit.

## Negatív hatás
A bűnelkövetők mindig bíznak abban, hogy tettük úgysem derül ki. Ha meg kiderül, esetleg nem derül fény a tettes személyére. Ha mégis rájönnek, ki a tettes, talán nem keresik vagy nem találják meg. Ha mégis rendőrkézre kerülnek, abban reménykednek: enyhe lesz a büntetés. Ha aztán az ítélet mégsem enyhe, akkor még bízni lehet abban, hátha a jó magaviseletük jutalmaként elengednek valamit belőle, illetve jön egy amnesztia és az megkurtítja a büntetést. Vagyis nyugodtan állíthatom, hogy a közkegyelmet, akár mint bűncselekményre biztató tényezőt is számításba lehet venni.